# Дидкот
Дидкот (англ. Didcot) — город в графстве Оксфордшир Великобритании, входит в состав района Саут-Оксфордшир.

## География

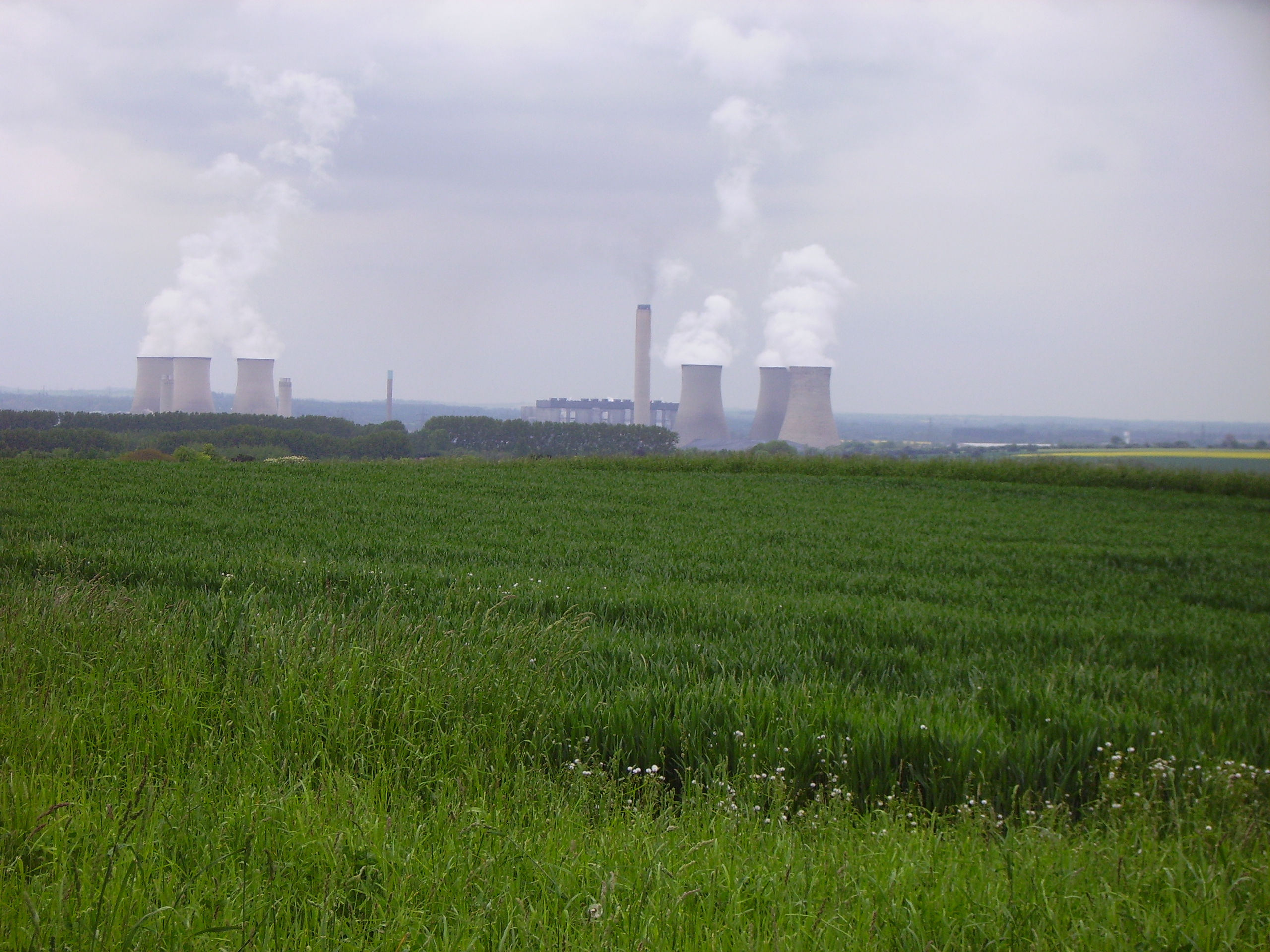

Город Дидкот расположен в юго-восточной части Англии, на юге графства Оксфордшир, в 16 километрах южнее Оксфорда. До 1974 года он входил в графство Беркшир. Население города составляет 22 тысячи человек.

## Экономика
В 1882 году, после строительства железных дорог, соединявших порты южной, восточной и западной Англии, Дидкот стал важным железнодорожным узлом, соединявшим Лондон, Бристоль и Оксфорд с Саутгемптоном. Во время Второй мировой войны в 1942—1943 годах мощности этих железных дорог, сообразуясь с потребностями того времени, были ещё более увеличены. В 1966 году линия на Сауптгемптон была закрыта.
В настоящее время Дидкот знаменит в первую очередь благодаря находящейся близ него крупной ТЭЦ (Didcot Powerstation). Станция, имеющая 2 блока с 6 охлаждающими башнями, в 2003 году была поставлена читателями газеты Country Life на третье место из 10 в ряду наиболее загрязняющих окружающую среду объектов в Великобритании. Станция, работающая на каменном угле и природном газе и биогазе, неоднократно собирала под своими стенами митинги протестующих из «зелёных» партий и организаций.